# Elattoneura erythromma
Elattoneura erythromma – gatunek ważki z rodziny pióronogowatych (Platycnemididae). Występuje endemicznie na Borneo – w południowej części wyspy w prowincji Borneo Środkowe.